# Yamparáez (provins)

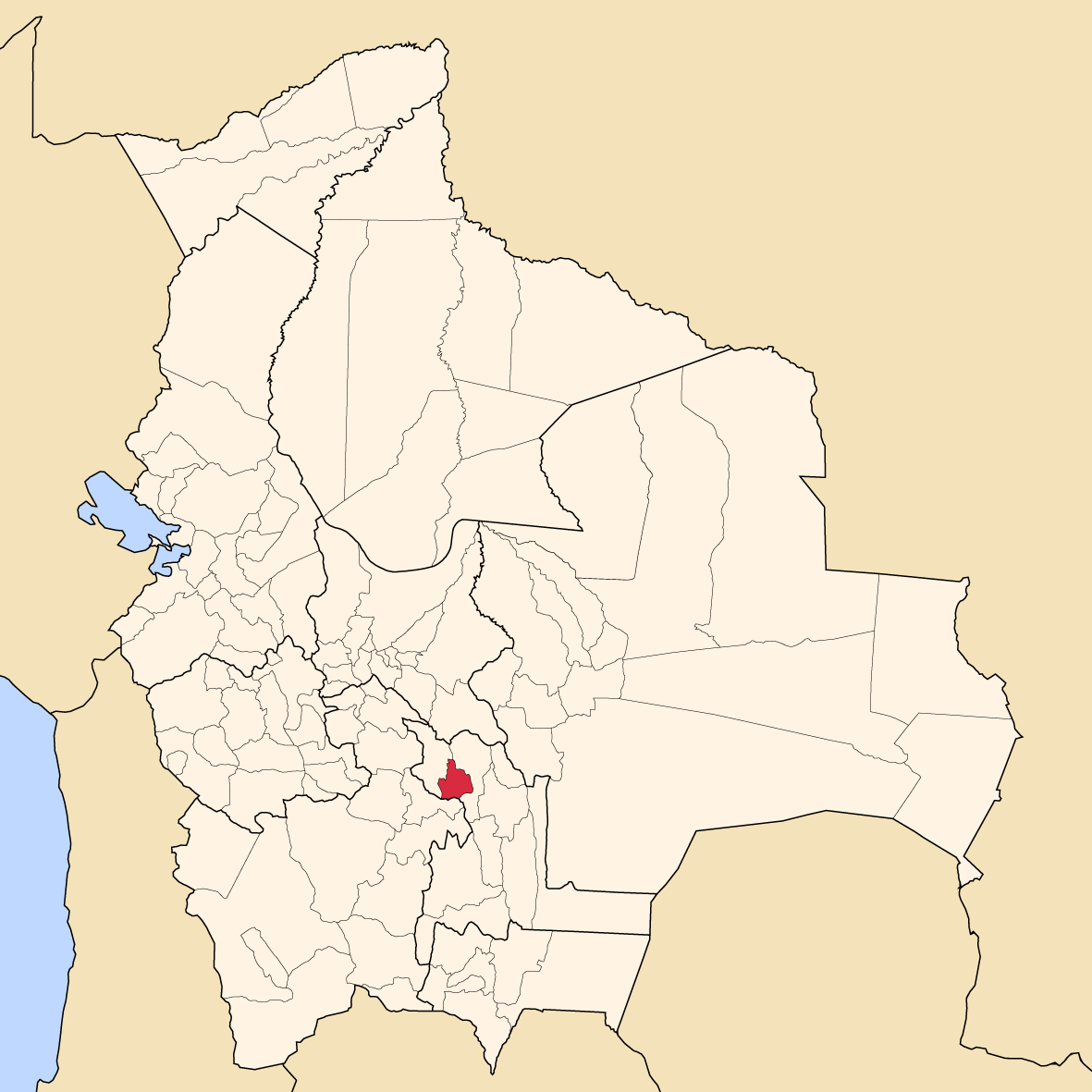
Provinsens läge i Bolivia

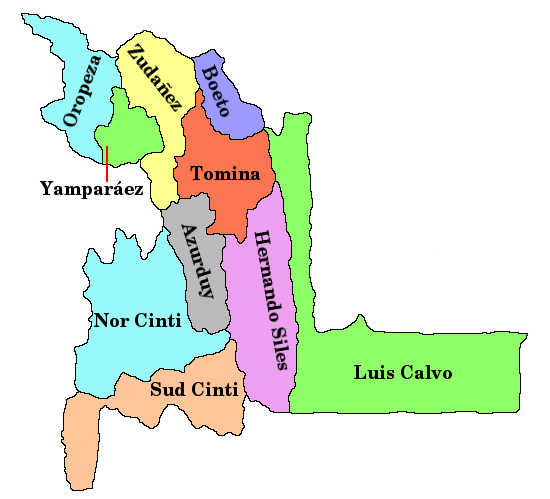
Provinser i Chuquisaca

Yamparáez är en provins i departementet Chuquisaca i Bolivia. Den administrativa huvudorten är Tarabuco.